# Phù Lưu, Lộc Hà
Phù Lưu là một xã thuộc huyện Thạch Hà, tỉnh Hà Tĩnh, Việt Nam.
Xã Phù Lưu có diện tích 8,48 km², dân số năm 1999 là 5908 người, mật độ dân số đạt 697 người/km².

## Hành chính
Xã Phù Lưu được chia thành 8 thôn: Thanh Hòa, Thanh Lương, Đông Châu, Bắc Sơn, Mỹ Hòa, Thanh Ngọc, Thanh Mỹ, Thái Hòa.

## Giao thông
Từ xa xưa trên địa bàn xã này có tuyến kênh Nhà Lê nối từ  kinh đô Hoa Lư đến Đèo Ngang đi qua, là tuyến đường thủy đầu tiên trong lịch sử Việt Nam và được coi là tuyến đường Hồ Chí Minh trên sông vì những đóng góp cho các cuộc chiến tranh của người Việt.